# Lisa Wiegand
Lisa Marie Wiegand (* 1969 in Royal Oak, Michigan) ist eine US-amerikanische Kamerafrau.

## Leben
Lisa Marie Wiegand machte 1989 ihren Abschluss an der Wayne State University und studierte später an der UCLA und dem American Film Institute. Außerdem studierte sie kurze Zeit an der Színház- és Filmművészeti Egyetem in Budapest. Zusätzlich zu ihrer Filmkarriere, unterrichtete sie eine Zeit lang Kamerawesen an der American Film Institute, UCLA und der Loyola Marymount University.

## Filmografie (Auswahl)
- 1999: Eastside – Auf welcher Seite stehst Du (Eastside)
- 2002: Stirb, wenn du kannst (Outta Time)
- 2004: Porno Valley
- 2008: Adventures of Power
- 2011: Dr. Dani Santino – Spiel des Lebens (Necessary Roughness, Fernsehserie, elf Folgen)
- seit 2012: Chicago Fire (Fernsehserie)
- seit 2012: The Wedding Band (Fernsehserie)